# کنجی گیراک
کنجی ژیراک (به فرانسوی: Kendji Girac)با نام اصلی کنجی جیسون مییه (به فرانسوی: kendji jason maillié)(زاده ۳ ژوئیه ۱۹۹۶) خواننده فرانسوی است. او برنده فصل سوم مسابقه موسیقی ویس فرانسه با عنوان زیباترین صدا (به فرانسوی: la plus belle voix) بود.